# BMW G32

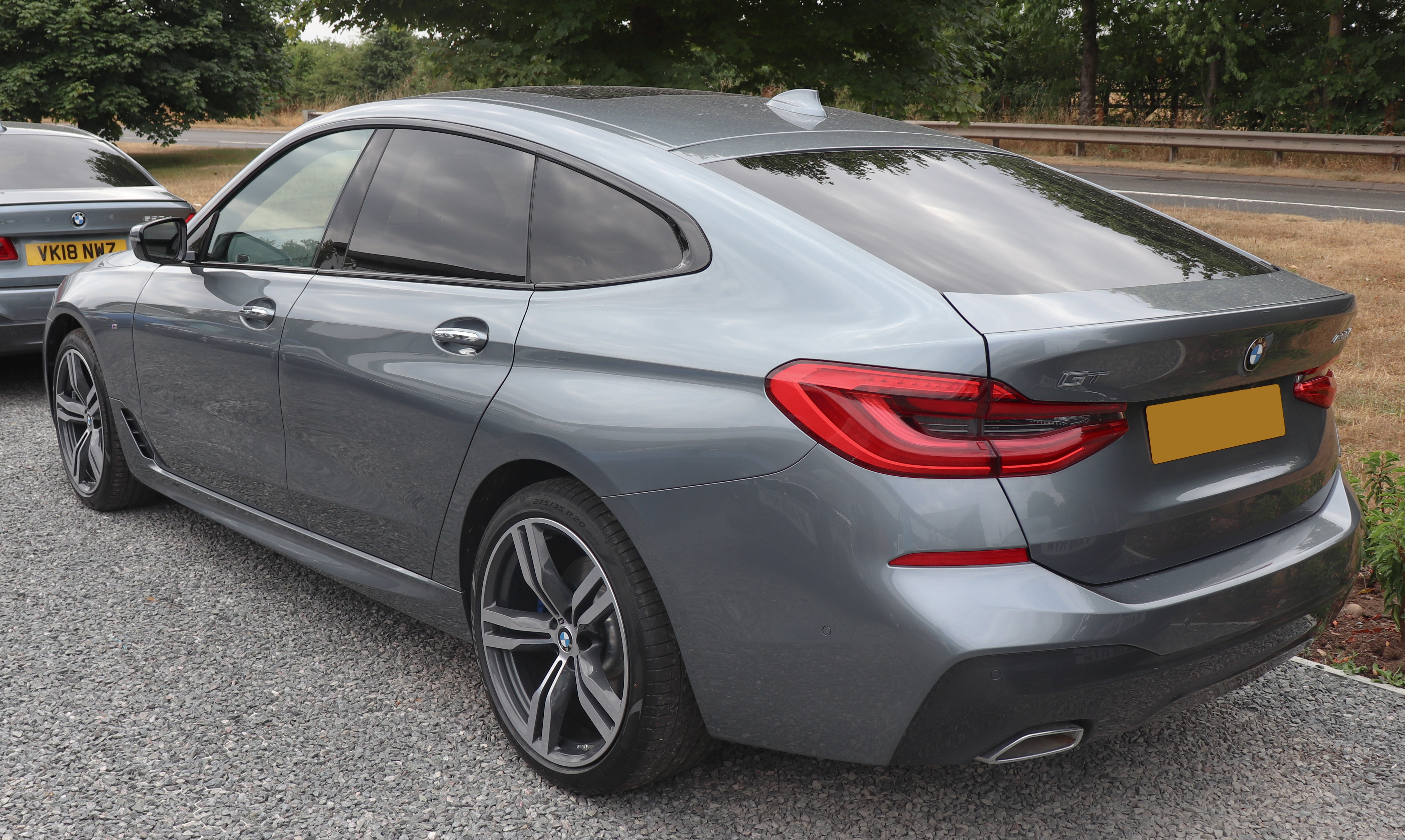
BMW 640i xDrive GT

BMW G32 eller BMW 6-serie Gran Turismo är en personbil, tillverkad av den tyska biltillverkaren BMW mellan 2017 och 2023.

## Motor
| Modell  | Årsmodell | Motor                    | Cylindervolym | Effekt     | Bränslesystem            |
| ------- | --------- | ------------------------ | ------------- | ---------- | ------------------------ |
| 620d GT | 2018-23   | B47: 4-cyl radmotor DOHC | 1995 cm³      | 190 hk     | Common rail turbodiesel  |
| 630d GT | 2018-23   | B57: 6-cyl radmotor DOHC | 2993 cm³      | 265-286 hk | Common rail turbodiesel  |
| 640d GT | 2019-23   | B57: 6-cyl radmotor DOHC | 2993 cm³      | 320-340 hk | Common rail turbodiesel  |
| 630i GT | 2018-23   | B48: 4-cyl radmotor DOHC | 1998 cm³      | 245-258 hk | Direktinsprutning, turbo |
| 640i GT | 2018-23   | B58: 6-cyl radmotor DOHC | 2998 cm³      | 333-340 hk | Direktinsprutning, turbo |